# 1027
| Calendário gregoriano                                                        | 1027 MXXVII                                            |
| Ab urbe condita                                                              | 1780                                                   |
| Calendário arménio                                                           | 476 – 477                                              |
| Calendário bahá'í                                                            | -817 – -816                                            |
| Calendário budista                                                           | 1571                                                   |
| Calendário chinês                                                            | 3723 – 3724 Início a 10 de fevereiro (aproximadamente) |
| Calendário copta                                                             | 743 – 744                                              |
| Calendário etíope                                                            | 1019 – 1020                                            |
| Calendários hindus - Vikram Samvat - Calendário nacional indiano - Cáli Iuga | 1082 – 1083 948 – 949 4127 – 4128                      |
| Calendário Holoceno                                                          | 11027                                                  |
| Calendário islâmico                                                          | 418 – 419                                              |
| Calendário judaico                                                           | 4787 – 4788                                            |
| Calendário persa                                                             | 405 – 406                                              |
| Calendário rúnico                                                            | 1277                                                   |
| Calendário solar tailandês                                                   | 1570                                                   |

1027 (MXXVII na numeração romana) foi um ano comum do século XI do Calendário Juliano, da Era de Cristo, a sua letra dominical foi A (52 semanas), teve início a um domingo e terminou também a um domingo.
No território que viria a ser o reino de Portugal estava em vigor a Era de César que já contava 1065 anos.
| Ano completo                    |
| ------------------------------- |
| Ano comum com início ao domingo |

## Eventos
- Ricardo III torna-se duque da Normandia, sucedendo a Ricardo II.
- Hixame II é nomeado Califa de Córdova, o califado estende-se até 1031.

## Nascimentos
- Rei Guilherme I de Inglaterra (data provável).

## Mortes
- Senequerim-João n. 960, foi rei de Vaspuracânia, Arménia.